# Dalek I Love You
Dalek I Love You – brytyjski zespół synth-popowy powstały w 1977 roku w Liverpoolu.

## Historia zespołu
Zespół został założony w 1977 roku przez wokalistę i gitarzystę Alana Gilla oraz przez basistę Davida Balfe'a.
Początkowo grupa działała jako duet. Przez kolejne lata skład zespołu ulegał przemianom. Członkami grupy byli m.in. Dave Hughes, Chris Teepee, Martin Cooper, na krótko Andrew McCluskey, współzałożyciel OMD. W 1978 r. Balfe odszedł do Big In Japan, a następnie do The Teardrop Explodes. Ostatecznie grupa musiała działałać w okrojonym
składzie (Alan Gill i Dave Hughes) aż do 1980 r., kiedy to wydali swój pierwszy album Compass Kumpas.
Wkrótce po wydaniu tego nagrania zespół został rozwiązany. Gill wstąpił do The Teardrop Explodes w lipcu 1980,
ale grał tam bardzo krótko i w 1981 r. Dalek I Love You zostało zreaktywowane. Od tego momentu grupa działała w składzie:
Alan Gill, Gordon Hon, Kenny Peers i Keith Hartley (który był wokalistą w Radio Blank). W listopadzie 1983 roku
wydali drugi album  pt. Dalek I Love You. W 1985 został wydany album Naive, dostępny tylko w formie kasety.
Obecnie dawni członkowie grupy wybrali własną drogę.
Balfe, po założeniu wytwórni Zoo recods, podjął pracę jako przedsiębiorca w studiu nagrań Food Records.
Dave Hughes tworzy muzykę filmową. Gordon Hon uczy w szkole, a Kenny Peers rozpoczął studia filozoficzne. W marcu 2007 r. ponownie wydano tytułowy album zespołu, w formie zremasterowanego nagrania na CD, zawierającego dodatkowe, nieopublikowane utwory oraz kilka dodatków.

## Dyskografia
| Year | Album                                   |
| ---- | --------------------------------------- |
| 1980 | Compass Kumpas                          |
| 1983 | Dalek I Love You                        |
| 1985 | Naive (tylko jako kaseta magnetofonowa) |